# Comportamento passivo-aggressivo

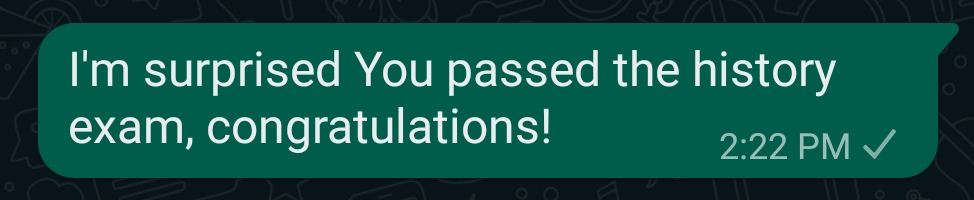
Esempio di messaggio passivo-aggressivo proveniente da una conversazione online simulata. Il testo recita «Mi sorprende che tu abbia superato l'esame di storia, complimenti!» La frase sembra contenere una nota di sarcasmo.

Il comportamento passivo-aggressivo è caratterizzato da un modello di ostilità passiva e dall'elusione della comunicazione diretta. L'inazione, quando un'azione sarebbe socialmente considerata consuetudine, è una tipica strategia passivo-aggressiva (come presentarsi in ritardo, rimanere in silenzio quando è prevista una risposta).
Sul posto di lavoro, tale comportamento è talvolta soggetto di lamentele da parte dei colleghi, potendo esso portare a una diminuzione della produttività. Le vittime di comportamenti passivo-aggressivi possono provare ansia a causa della discordanza tra ciò che percepiscono e ciò che sta dicendo l'autore del comportamento.
Il comportamento passivo-aggressivo può essere sintomo di difficoltà nell'affrontare le proprie emozioni negative. È un atto se è occasionale e non interferisce sostanzialmente con la funzione sociale o professionale, o le relazioni; è un comportamento se usato in modo persistente.

## Applicazione

### Psicologia
In psicologia, "aggressività passiva" è uno dei termini psicologici più abusati. Dopo qualche dibattito, l'American Psychiatric Association lo ha escluso dalla lista dei disturbi di personalità nel DSM IV perché troppo ristretto per essere una diagnosi conclamata e non sufficientemente supportato da prove scientifiche per soddisfare standard di definizione sempre più rigorosi. Culturalmente, l'ambigua etichetta "passivo-aggressiva" è usata in modo improprio dai professionisti e dai non professionisti. La rimozione della definizione di personalità passivo-aggressiva dal manuale diagnostico ufficiale è stata in larga misura a causa della frequente applicazione errata e delle descrizioni spesso contraddittorie e poco chiare fornite dai clinici nel campo. La maggior parte delle definizioni che seguono (che in precedenza erano state classificate come passivo-aggressive) sono spesso descritte più correttamente come aggressione palese, o aggressione nascosta (che è la definizione corretta per descrivere tattiche sottili, deliberate, calcolatrici e subdole che i manipolatori e altri personaggi usano per intimidire, controllare, ingannare e maltrattare gli altri).
Segue una definizione obsoleta rifiutata dall'American Psychiatric Association: "Il comportamento passivo-aggressivo è caratterizzato da un modello abituale di resistenza non attiva ai requisiti di lavoro previsti, opposizione, scontrosità, testardaggine e atteggiamenti negativi in risposta ai requisiti per i normali livelli di prestazioni attesi da altri. Il più delle volte si verifica sul posto di lavoro, dove la resistenza è esibita da comportamenti indiretti come procrastinazione, dimenticanza e intenzionale inefficienza, specialmente in reazione alle richieste delle figure autoritarie, ma può anche verificarsi in contesti interpersonali".
Un'altra fonte definisce il comportamento passivo-aggressivo come: "Un tratto di personalità caratterizzato da un modello pervasivo di atteggiamenti negativi e caratterizzato da resistenza passiva, talvolta ostruzionista, al rispetto delle aspettative in situazioni interpersonali o professionali. Comportamenti: impotenza, procrastinazione, testardaggine, risentimento, imbarazzo o incapacità deliberata/ripetuta di eseguire i compiti richiesti di cui si è (spesso esplicitamente) responsabili". Altri esempi di comportamento passivo-aggressivo potrebbero essere l'evitare la comunicazione diretta o chiara, eludere i problemi, paura dell'intimità o della concorrenza, inventare scuse, incolpare gli altri, ostruzionismo, vittimismo, fingere il rispetto delle richieste, sarcasmo, complimenti maliziosi e nascondere la rabbia.

### Teoria del conflitto
Nella Teoria dei conflitti, il comportamento passivo-aggressivo può assomigliare a un comportamento meglio descritto come cattivo, poiché consiste in atti ostili deliberati, attivi, ma attentamente velati che hanno un carattere distintamente diverso dal comportamento non assertivo di resistenza passiva.

### Lavoro
Il comportamento passivo-aggressivo di lavoratori e dirigenti è dannoso per l'unità e la produttività del gruppo di lavoro. "Il caso peggiore di comportamento passivo-aggressivo coinvolge atteggiamenti distruttivi come negatività, scontrosità, risentimento, procrastinazione, "dimenticanza" di fare qualcosa, ritardo cronico e inefficienza intenzionale". Se questo comportamento viene ignorato, potrebbe tradursi in una riduzione dell'efficienza e frustrazione tra i lavoratori. Se i manager sono passivo-aggressivi nel comportamento, possono finire per soffocare la creatività della squadra. De Angelis afferma: "In effetti avrebbe perfettamente senso che coloro che sono stati promossi a posizioni di comando siano spesso quelli che in superficie sembrano essere simpatici, diplomatici e solidali, ma che in realtà sono sabotatori disonesti e maleducati dietro le quinte".

## Storia
Il comportamento passivo-aggressivo fu inizialmente definito clinicamente dal colonnello William Menninger durante la seconda guerra mondiale, nel contesto della reazione degli uomini al conformarsi alle esigenze della disciplina militare. Menninger descrisse soldati che non erano apertamente ribelli, ma esprimevano la loro disobbedienza civile (quella che lui chiamava "aggressività") "mediante misure passive, come il broncio, la testardaggine, la procrastinazione, l'inefficienza e l'ostruzionismo passivo" a causa di ciò che Menninger considerava una "immaturità" e una reazione allo "stress militare di routine".
Secondo alcune opinioni psicoanalitiche, la non conformità non è indicativa del vero comportamento passivo-aggressivo, che può invece essere definito come la manifestazione di emozioni che sono state represse sulla base di un'esigenza autoimposta di accettazione.